# Marina Rajčić
Marina Rajčić, de soltera Vukčević, (Podgorica, 24 de agosto de 1993) es una jugadora de balonmano montenegrina. Consiguió 1 medalla olímpica de plata en los Juegos Olímpicos de Londres 2012.

## Palmarés

### ŽRK Budućnost
- Liga de Montenegro de balonmano femenino (8): 2010, 2011, 2012, 2013, 2014, 2015, 2019, 2021
- Copa de Montenegro de balonmano femenino (8): 2010, 2011, 2012, 2013, 2014, 2015, 2019, 2021
- Liga de Campeones de la EHF femenina (2): 2012, 2015
- Recopa de Europa de Balonmano (1): 2010

### Metz Handball
- Liga de Francia de balonmano femenino (3): 2016, 2017, 2018
- Copa de Francia de balonmano femenino (1): 2017

### Kastamonu GSK
- Liga de Turquía de balonmano femenino (1): 2022

## Clubes
| Club          | País       | Año         |
| ------------- | ---------- | ----------- |
| ŽRK Budućnost | Montenegro | 2009 - 2015 |
| Metz Handball | Francia    | 2015 - 2018 |
| ŽRK Budućnost | Montenegro | 2018 - 2021 |
| Kastamonu GSK | Turquía    | 2021 - 2022 |
| Siófok KC     | Hungría    | 2022 - Act. |